# Осмер, Александр Алексеевич
Александр Алексеевич Осмер (9 июня 1903 — 19 июня 1960) — советский учёный, конструктор вооружений. Кандидат технических наук. Лауреат Сталинской премии (1941, 1951).

## Биография
Родился 9 июня 1903 года. Работал в ВЭИ, во ВГИТИС (Всесоюзный государственный институт телемеханики и связи, с 1939 — НИИ-10), в 1938—1942 годах — директор, руководил эвакуацией института в Свердловск (1941).
С 1942 г. главный конструктор проекта Центральной лаборатории по автоматизации электропривода ВЭИ. С апреля 1945 по январь 1949 г. начальники лаборатории № 4. С 1949 по 1960-е гг. — ведущий конструктор ЦНИИ-173 (ЦНИИАГ), в состав которого была передана его лаборатория № 4 ВЭИ.
Кандидат технических наук. Специалист в области в области автоматики и телемеханики.
В 1946 г. главный конструктор типовых силовых синхронно-следящих передач для наземных и морских РЛС. С июля 1946 г. главный конструктор силовых приводов РЛС.
Участвовал в работах по созданию систем наведения и ориентирования для зенитной артиллерийской самоходной установки (ЗСУ) «Шилка».
Умер 19 июня 1960 года. Похоронен на Ваганьковском кладбище (участок 26).

## Награды и премии
- орден Красной Звезды (16 мая 1947)
- Сталинская премия II степени (14 марта 1941) — за разработку конструкции силовых синхронно-следящих передач
- Сталинская премия II степени (1951) — за работу в области приборостроения

## Сочинения
- Осмер А. А. Силовые синхронно-следящие передачи. — Вестник электропромышленности, 1946, 9, стр. 19-24.